# Руевци
Руевци (болг. Руевци) — село в Болгарии. Находится в Габровской области, входит в общину Трявна. Население составляет 7 человек.

## Политическая ситуация
Руевци подчиняется непосредственно общине и не имеет своего кмета.
Кмет (мэр) общины Трявна — Драгомир Иванов Николов (независимый) по результатам выборов в правление общины.